# ArcelorMittal Orbit
ArcelorMittal Orbit – 115-metrowa wieża widokowa zbudowana w pobliżu Stadionu Olimpijskiego z okazji Letnich Igrzysk Olimpijskich w Londynie.  Głównym sponsorem budowy wieży był koncern stalowy ArcelorMittal.